# Colla al rescat
Colla al rescat (títol original en francès, Les As de la jungle 2: Opération tour du monde) és una pel·lícula animada de comèdia de superherois francesa del 2023. Basada en la sèrie d'animació La colla de la selva al rescat!, és una seqüela de la pel·lícula de 2017 The Jungle Bunch. La colla de la Selva. S'ha doblat i subtitulat al català.
La pel·lícula es va estrenar als cinemes de França i Suïssa el 16 d'agost de 2023.
El film va rebre una crítica molt ponderada a Telerama. Altres crítiques van ser més positives.